# Aeroportul Louisville Winston County
Aeroportul Louisville Winston County (IATA: LMS, ICAO: KLMS, FAA LID: LMS) este un aeroport din Comitatul Winston, Mississippi, Mississippi, Statele Unite ale Americii.
Situat la o altitudine de 175 m, aeroportul dispune de o singură pistă.